# Вегелер, Франц Герхард
Франц Ге́рхард Вегелер (нем. Franz Gerhard Wegeler; род. 22 августа 1765 года — 7 мая 1848 года) — немецкий врач-акушер из Бонна, близкий друг Людвига Бетховена. Отец историка Юлия Штефана Вегелера (1807—1883).

## Биография
Изучал медицину в Боннском и Венском университетах. После окончания обучения вернулся Бонн, где занял пост штатного профессора судебной медицины и акушерства. Во время Французских революционных войн бежал в Вену, где познакомился с молодым Людвигом ван Бетховеном. Спустя два года вернулся в Бонн как врач общей практики.
В 1802 году женился на Элеоноре фон Брейнинг, дочери Хелены фон Брейнинг, учительницы фортепиано и «первой любви» Бетховена. В браке родилось четыре ребёнка: Хелена Жозефина Терезия (1803—1832) и Юлий Штефана Вегелера (1807—1883).
В 1807 году переехал в Кобленц, где поступил на гражданскую службу. Посещал масонские ложи. Вместе с композитором Фердинандом Рисом опубликовал «Биографические записки о Бетховене» (1838).

## Память
В 1906 году, в честь Вегелера была названа улица в районе Поппельсдорф.

## Комментарии
1. ↑  В МСР — Франц Гергард
2. ↑  В оригинале нем. Biographische Notizen über Ludwig van Beethoven